# Сари пазар
Сари пазар (на гръцки: Ανθόφυτο, Антофито, на катаревуса: Ανθόφυτον, Антофитон, до 1928 година Σαρή Παζάρ, Сари Пазар) е село в Гърция, Егейска Македония, административен център на дем Кукуш, в област Централна Македония с 380 жители (2001).

## География
Селото се намира западно от бреговете на Горчивото езеро (Пикролимни) в дъното на Солунското поле, югозападно от град Кукуш.

## История
В местността Тумба, на 2,5 km източно от селото, и на 300 m северно от моста на един канал е открито праисторическо селище, обявено в 1996 година за паметник на културата.

### В Османската империя
В XIX век Сари пазар е село в Авретхисарската каза на Османската империя. В „Етнография на вилаетите Адрианопол, Монастир и Салоника“, издадена в Константинопол в 1878 година и отразяваща статистиката на населението от 1873 година, Сари пазар (Sari-Pazar) е посочено като село в каза Аврет хисар с 35 къщи и 150 жители българи. Според Васил Кънчов („Македония. Етнография и статистика“) в 1900 година селото има 40 жители българи и 60 цигани.
Цялото село е под върховенството на Цариградската патриаршия. По данни на секретаря на Българската екзархия Димитър Мишев („La Macédoine et sa Population Chrétienne“) в 1905 година в селото (Sari-Pazar) има 64 българи патриаршисти гъркомани.
По време на Хуриета през първата половина на 1909 година в Сарипазар е основано бюро (клон) на Съюза на българските конституционни клубове.
При избухването на Балканската война в 1912 година един човек от Сари пазар е доброволец в Македоно-одринското опълчение.

### В Гърция
След Междусъюзническата война в 1913 година Сари пазар попада в Гърция. Населението му се изселва в България и на негово място са настанени гърци бежанци. В 1928 година селото е изцяло бежанско със 115 семейства и 417 жители бежанци. В 1928 година селото е прекръстено на Антофитон.
| Име   | Име     | Ново име | Ново име | Описание                     |
| ----- | ------- | -------- | -------- | ---------------------------- |
| Баири | Μπαΐρια | Анифорос | Άνήφορος | местност на СЗ от Сари пазар |
| Чаири | Τσαΐρια | Ливади   | Λιβάδι   | местност на С от Сари пазар  |

## Личности
Родени в Сари пазар
- Илия Христов (Ильо Ристов, 1890 – ?), македоно-одрински опълченец, Нестроева рота на 7 кумановска дружина[12]